# Rožňava
Rožňava (allemand : Rosenau ; hongrois : Rozsnyó, latin : Rosnavia) est une ville de la région de Košice, en Slovaquie. Elle fait partie du district de Rožňava (hongrois : Rozsnyói járás). En 2011, sa population était de 19 706 habitants, dont 3 909 Hongrois (20 %).
Le centre historique est préservé avec d'anciennes maisons de citoyens autour de la place des mineurs (Baníkov námestie).
Le complexe -dans le bassin de Rožňava- est entouré par les monts métallifères slovaques. Il est situé au bord de la rivière Sajó, à 75 km à l'ouest de Košice et était (sous la domination hongroise) une partie de l'ancien comitat hongrois de Gemer (district de Revúca).
La ville est divisée en trois districts : Rožňava, Rožnavská Bana et depuis 1960 également: Nadabula.
Avant 1938, le hameau de Nadabula était une commune autonome et le nom de cette localité était Nadabula, mais durant la période 1938 -1945, le nom hongrois Sajóháza était d'usage. En 1938, Nadabula comptait 791 habitants et faisait partie du district de Rožňava (hongrois : Rozsnyói járás).
Depuis 1776, la ville de Rožňava est le siège d'un diocèse catholique.

## Histoire
La plus ancienne mention de Rožňava (désignée comme Rosnaubana) remonte à 1291. Dans un document de l'époque, le roi André III de Hongrie donne la ville à l'archevêque strigonien Ladomér.
Au Moyen Âge, il y a eu une croissance importante de la population en raison de l'arrivée d'immigrés allemands. Les mineurs allemands étaient considérés à l'époque comme des travailleurs excellents.

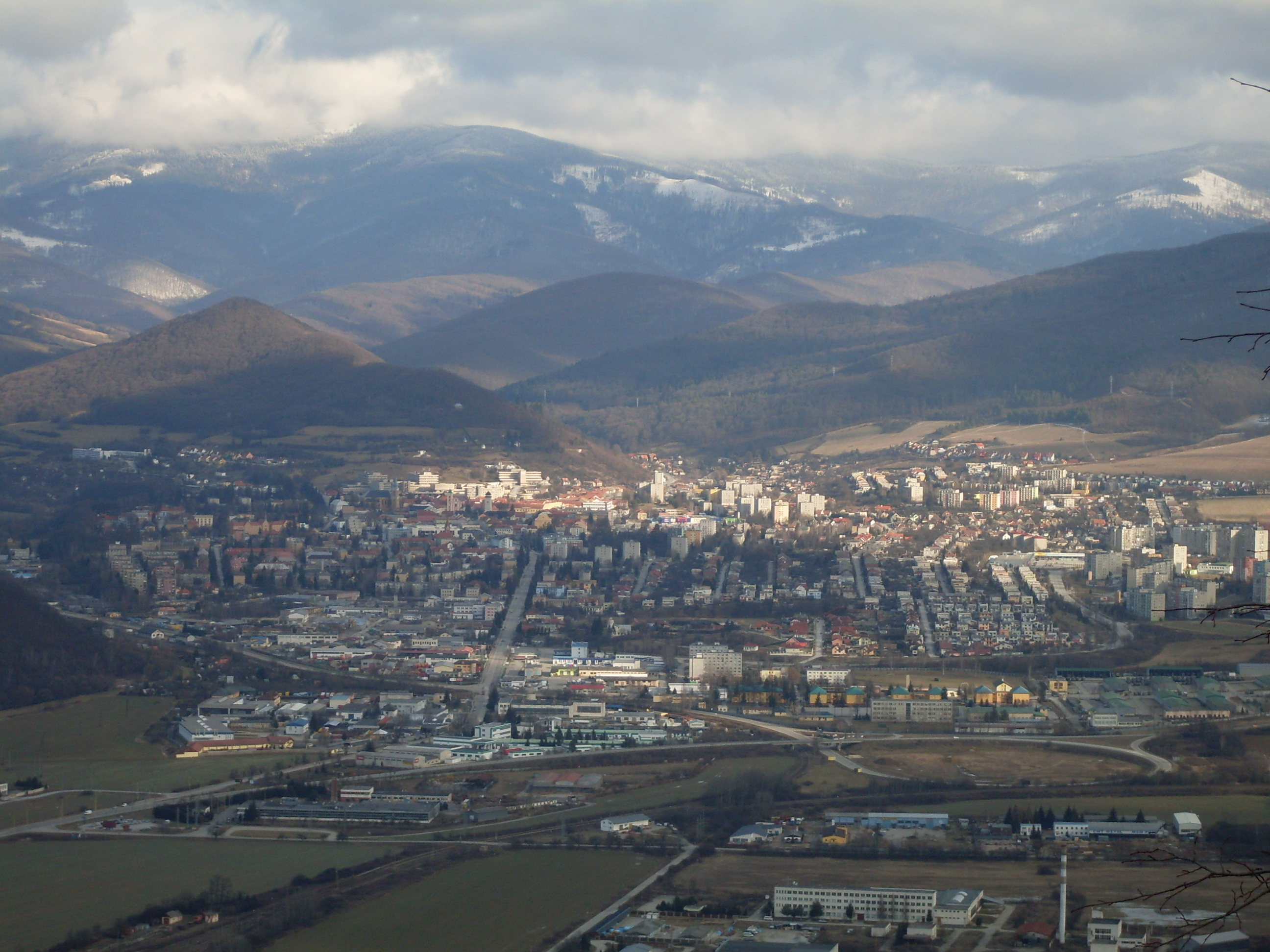
La ville est située dans le bassin de Rožňava.

La région s'est développée rapidement et est devenue un important centre minier. Sous le massif de montagnes Ochsenberg (hongrois: Pofalo), l'or le plus pur de la Hongrie a été produit. En plus de l'or, l'argent était un minéral important. En 1340, l'endroit fut élevé au rang de ville et en 1410, l'empereur Sigismond, roi de Hongrie, confirma les privilèges.
L'exploitation minière a décliné à partir du XVIe siècle, mais de 1800 au XXe siècle, l'activité s'est poursuivie : cette fois pour l'extraction de minerai de fer.
Depuis la création de la ville, la population est composée de Slovaques, Hongrois et Allemands vivant ensemble. Le groupe majoritaire a changé au fil du temps en raison des changements ethniques : depuis la Réforme et le déclin de l'exploitation minière, la part des germanophones a régulièrement diminué. Depuis le XIXe siècle, ce phénomène est encore aggravé par la politique de renforcement de l'identité hongroise. Lors du recensement de 1910 par le gouvernement austro-hongrois, seulement 2,4% de la population semblait être d'origine allemande, et après la Seconde Guerre mondiale, les Slovaques devinrent majoritaires.

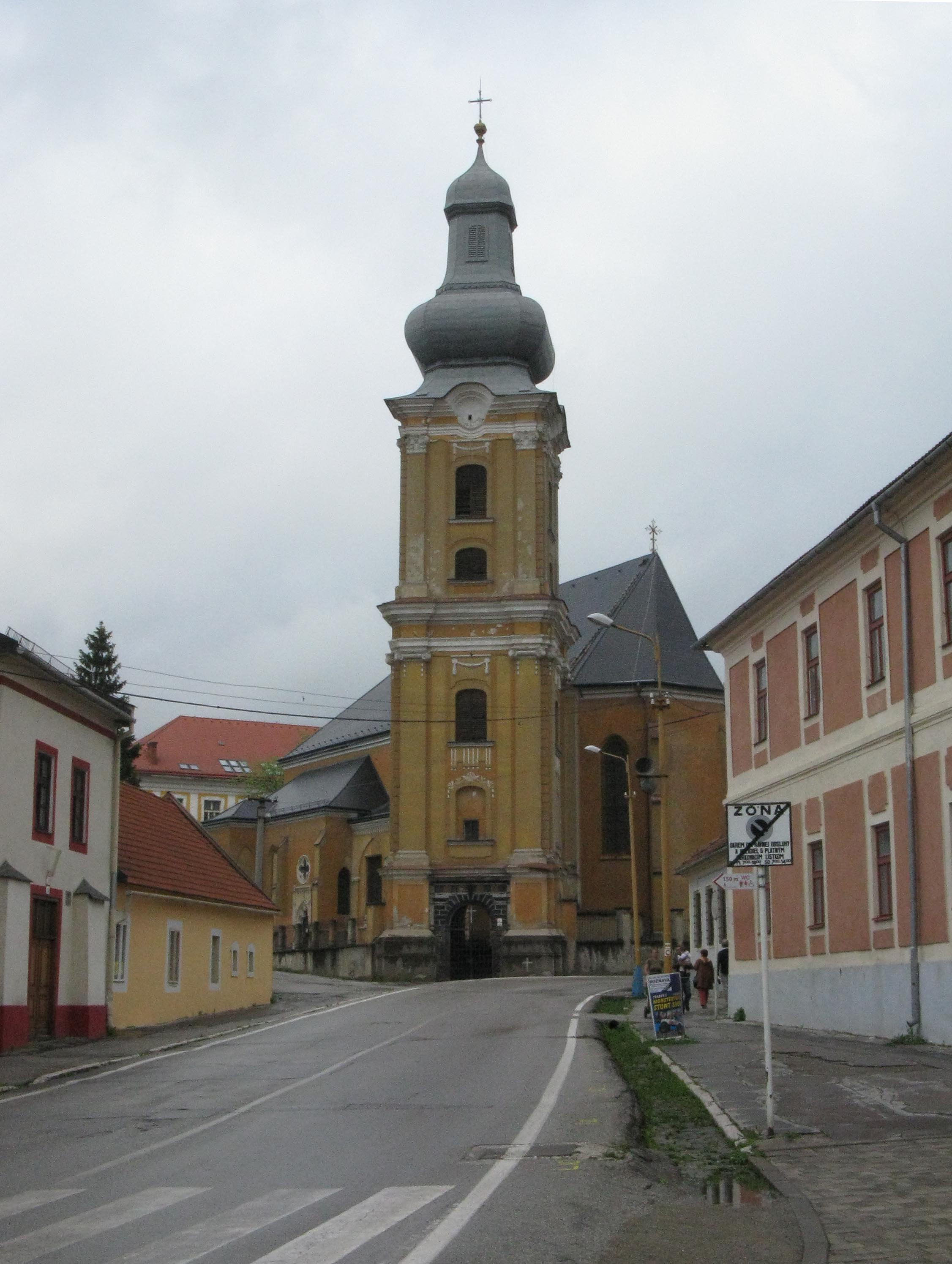
Cathédrale de l’assomption de Marie (Betliarska ulica 5).

Le lexique de Zedler fournissant des informations de la période vers 1740 indique au sujet de "Rosenau en Haute-Hongrie" : « Près de la tour de la ville se trouvent deux splendides églises. La hongroise, autrefois allemande, est haute et grande. Jusqu'en 1711, la citoyenneté principalement protestante avait une grande triple église, dans laquelle trois communautés (hongroises, slovaques et allemandes) pouvaient chacune pratiquer leur culte.» 

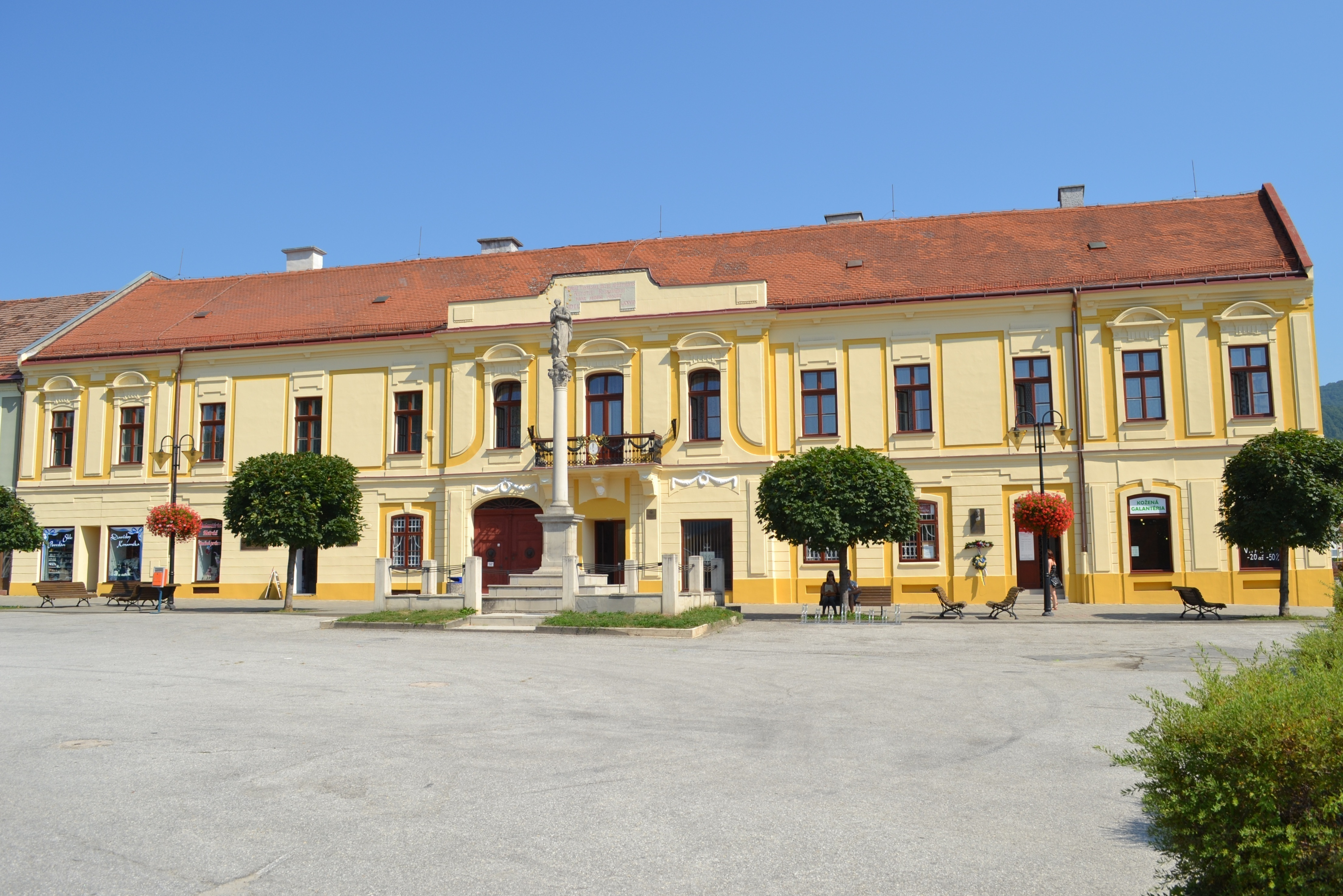
Le palais épiscopal (Baníkov námestie 20).

Dans sa description de 1851, le statisticien, économiste et géographe hongrois Fényes Elek a fait la remarque suivante : « La population est composée de 6 110 personnes, dont 2 886 catholiques et 3 524 protestantes. La majorité parle hongrois, un peu moins allemand, et encore moins slovaque Le conseil municipal est traditionnellement composé de citoyens hongrois et germanophones catholiques et protestants.» 
Jusqu'au traité de Trianon signé le 4 juin 1920, la ville appartenait au royaume de Hongrie. Ensuite, elle fut annexée à la Tchécoslovaquie nouvellement créée. Néanmoins, comme le montre le recensement de 1910, la ville était principalement habitée par des Hongrois : 89,7 % de la population était hongroise et 6,2% slovaque,.
Après le premier arbitrage de Vienne, le 2 novembre 1938, la localité fut annexée par la Hongrie.
En 1938, on ne comptait que 6 595 habitants dont 445 d'origine juive. En raison de la persécution de ces derniers pendant la Seconde Guerre mondiale, les Juifs ont fui en 1942 par une voie d'évasion en Rožňava.
En 1944, 800 compatriotes d'origine juive ont été déportés, via Miskolc, vers le camp d'extermination d'Auschwitz.
Le 23 janvier 1945, Rožňava est libérée par la 4e armée roumaine, qui faisait partie du 2e front soviétique ukrainien.
Avant la Seconde Guerre mondiale, le nom de la ville était Rožňava/Rozsnyó, mais durant la période 1938 - 1945, uniquement le nom hongrois Rozsnyó était d'usage.
À la libération, la commune a été réintégrée dans la Tchécoslovaquie reconstituée.
Le pape Jean-Paul II, né dans la Pologne voisine, a visité la ville le samedi 13 septembre 2003.

## Patrimoine culturel

### Locale
- Maisons et étals typiques situés sur la place médiévale Námestie baníkov (place des mineurs) et dans les rues avoisinantes.
- Tour de ville de la fin de la Renaissance (1654). Ceci est un vestige de l'ancien hôtel de ville (Baníkov námestie)
- Église jésuite (1687) (baroque), adjacente à la tour de la ville (Baníkov námestie)
- Hôtel de ville (Classiciste) (1711), (Baníkov námestie 32),
- Palais épiscopal (1778) (composé de maisons anciennes), baroque classique (Baníkov námestie 20)
- Monastère franciscain (Betliarska ulica 2)
- Statue de Františka-Andrássy (Baníkov námestie),
- Cathédrale de l'Assomption de Marie (gothique) (XIVe siècle) (Betliarska ulica 5)
- Église catholique romaine de Sainte-Anne (baroque) (Baníkov námestie 26)
- Presbytère (1507) (Betliarska ulica 1)
- Hospitium (Betliarska ulica 6)
- Gymnase (Hronca akademika ulica 1)
- Gymnase (Hronca akademika ulica 3)
- Séminaire (Hronca akademika ulica 6)
- Ancien hôpital (Kosu-Schoppera ulica 22)
- Maison civique (Šafárikova ulica 2)
- École (Šafárikova ulica 3)
- Église protestante (Šafárikova ulica 5)
- Usine (Šafárikova ulica 31)
- Musée (Šafárikova ulica 43)
- Église réformée (néogothique) (1904-1905) (Štítnická ulica 3)

### Dans la région
- Château de Betliar
- Château de Krásnohorské Podhradie
- Grottes du Parc national du karst de Slovaquie (patrimoine mondial de l'Unesco)

## Population
| Année:               | 1994.  | 2004.   | 2014.   | 2024.    |
| -------------------- | ------ | ------- | ------- | -------- |
| Nombre de personnes: | 19 602 | 19 226  | 19 450  | 16 857   |
| Différence:          |        | -1,91 % | +1,16 % | -13,33 % |

| Année:               | 2023.  | 2024.   |
| -------------------- | ------ | ------- |
| Nombre de personnes: | 16 932 | 16 857  |
| Différence:          |        | -0,44 % |

### Nationalités
Au recensement de 2001, la ville comptait 19 261 habitants:
- 69.27% Slovaques
- 26,80% Hongrois
- 1,59%  Roms
- 0,69% Tchèques et autres.

### Religion
- 41,08% catholique romaine
- 32,34% sans religion
- 12,03% protestant
- 1.33% grec-catholique

## Transport en commun

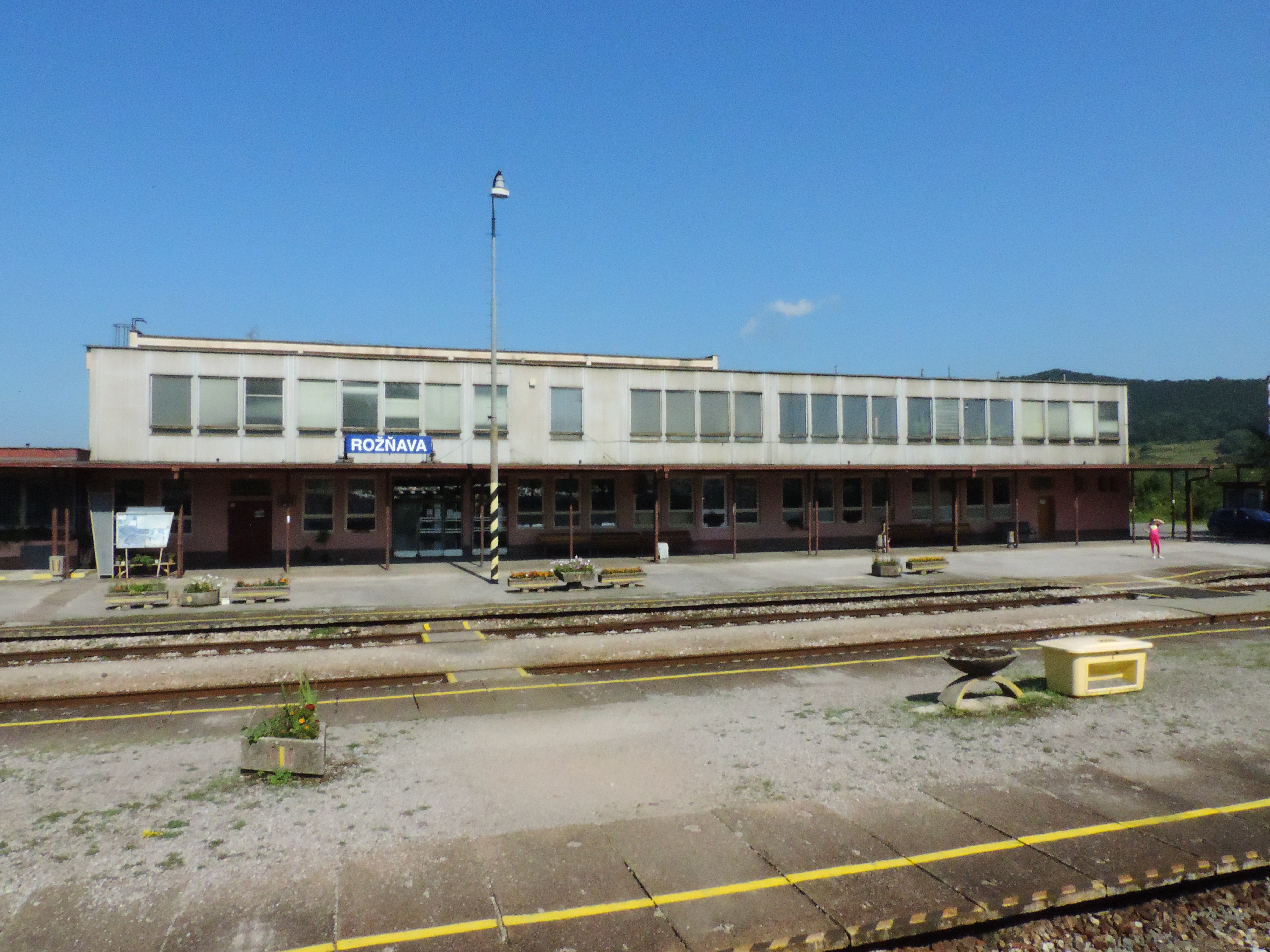
Gare du chemin de fer :
3011 Brzotin Kosicky 049 51 Rožňava.

### Transport ferroviaire
La gare de Zeleznicná stanica Rožňava est située : « Zeleznicná 3011 Brzotin Kosicky 049 51 Rožňava », près de la route 16.
Rožňava est reliée par des trains de voyageurs rapides à Košice, Bratislava et à plusieurs autres villes et municipalités.

### Autobus
La gare routière Autobusova stanica Rožňava est située près des rues "Kosicka" et "Krasnohorska".

## Résidents célèbres
- Pavel Jozef Šafárik (° 1795 - † 1861), poète, philologue, historien littéraire,
- Eduard Kojnok (° 1933 - † 2011), évêque catholique de Rožňava (1990-2008),
- Vladimir Oravsky (° 1947), dramaturge suédois,
- Ádám Szentpétery (° 1956), artiste visuel, professeur d'université.

## Jumelages
- Szerencs (Hongrie) depuis le 18 décembre 1991
- Belváros-Lipótváros (Hongrie) depuis le 27 mars 1997 (District de Budapest)
- Glarus (Suisse) depuis le 22 mai 1998
- Český Těšín (Tchéquie) depuis le 2 février 2001
- Cieszyn (Pologne) depuis le 7 juin 2001
- Backa Topola (Serbie) depuis le 3 février 2006